# Проект «Мохол»

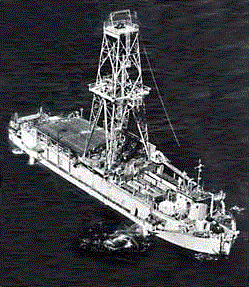
Бурильная платформа CUSS I

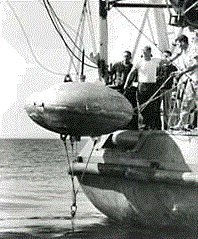
Глубоководный пузырь для позиционирования эхолокатором

Проект «Мохол» (англ. Project Mohole) — попытка достичь поверхности Мохоровичича глубоководным бурением в 1961—1966 годах. Проект осуществлялся Национальным научным фондом США.
Проект «Мохол» был назван в честь хорватского ученого Андрии Мохоровичича (хорв. Andrija Mohorovičić), который исследовал земную кору и мантию. Часть названия, hole, переводится с английского языка на русский как «скважина».

## Попытка реализации
Проект базировался на предположении, что толщина океанского дна до поверхности Мохоровичича гораздо меньше, чем на суше. Было выбрано место рядом с островом Гуадалупе с глубиной океана около 3,5 км. Было пробурено 5 пробных скважин с заглублением в дно до 180 метров. Цель проекта не была достигнута, и его закрыли в связи с перерасходом средств.
Одной из причин провала была революционность бурения с плавучей незакреплённой платформы на больших глубинах. Позиционирование платформы осуществлялось двигателями платформы по сигналам эхолокатора. Буровая платформа CUSS I создавалась консорциумом нефтедобывающих компаний в 1956 году как испытательный стенд для морской нефтедобычи.

## Иное применение
Согласно писателю и историку спецслужб Александру Колпакиди, в 1960-е годы 1-й (разведывательный) отдел КГБ Азербайджанской ССР сумел заполучить пакет секретной технической документации проекта «Мохол», что позволило в СССР создать плавучие полупогружные буровые платформы (ППБП) — аналогичные тем, которые использовались при попытках реализации проекта. Благодаря одной из них «Деде Горгуда» удалось пробурить первые разведочные скважины «проекта века», что положило начало освоению нефтяных месторождений Азери, Чираг и Гюнешли в Каспийском море.